# Agnieszka Balut
Agnieszka Bałut (Varsóvia, 3 de fevereiro de 1965) é uma fotógrafa, pintora e jornalista polaca. Mora e trabalha no Rio de Janeiro. Pratica fotografia creativa. Participação em várias exposições individuais e coletivas. Usa tecnologia digital para transformar a fotografia.

## Biografia
No ano 1995 concluiu mestrado em biologia na Universidade de Łódz na Faculdade de Biologia e Ciências sobre a Terra. 
No ano 1998 concluiu Jornalismo no Centro do Jornalismo (The Warsaw Journalism Center) em Varsóvia. 
No ano 1998 viajou ao Rio de Janeiro (Brasil)
No ano 2000 concluiu o Curso de Português na Universidade Federal do Rio de Janeiro (UFRJ).
Nos anos 2000-2002 fez especialização em Jornalismo Televisivo na Universidade Estácio de Sá no Rio de Janeiro.
- 1994-1998 trabalhou como repórter televisivo do Programa 1 Jornal Nacional TVP (Polônia)
- 1995-1996 foi repórter do Programa Publicitário No centro da atenção (Polônia)
- 1996-1998 escreveu para Jornal Vida (Polônia)
- 1997-1998 foi repórter do programa sobre a cultura Panteon (Polônia)
- 1998-2006 fez trabalho social e voluntário nas favelas do Complexo da Maré em Rio de Janeiro.

Autora dos projetos gráficos das capas dos livros e autora dos vários artigos. Colabora com produções televisivas independentes.
Professora do jornalismo e da multimédia na Faculdade CCAA no Rio de Janeiro.

## Prémios
- No dia 29 de novembro de 2004 recebeu o diploma "Moção" da Câmara Municipal do Rio de Janeiro, pelo trabalho social feito no Complexo da Maré nos anos 1998-2004.[2]

## Algumas exposições
- De Visu (França 2005).[3]
- Saatchi-Gallery (Inglaterra 2005).[4]
- Biało-Czerwona (Polônia-Varsóvia 2006).[5]
- ItisPhoto (França 2006).[6]
- Creanum-Belgium (Bélgica 2005).[7]
- Profotos (EUA 2004).[8]

## Publicações

### Artigos
- A imagem fotográfica - alguns aspectos
- A teoria realista do cinema
- Análise do filme

### Revistas
- WorldUnity2006

## Páginas pessoais
- Página pessoal
- Página pessoal